# Mariam Baouardy
Mariam Baouardy, OCD (àrab: مريم باواردي, Maryam Bāwārdī) o Maria de Jesús Crucificat (I'billin, Síria Otomana, 5 de gener de 1846 - Betlem, Mutasarrifat de Jerusalem, 26 d'agost de 1878) és una santa catòlica que va ser monja de l'Orde dels Carmelites Descalços de l'Església greco-catòlica melquita. Els seus pares eren greco-catòlics originaris de Síria i el Líban. Va ser una mística que experimentà estigmes en el seu cos. Va ser canonitzada, juntament amb Jeanne Émilie de Villeneuve, María Cristina de la Immaculada Concepción Brando i Marie-Alphonsine Ghattas, pel papa Francesc el 17 de maig de 2015 a la Ciutat del Vaticà.